# Baccharis paranensis
Baccharis paranensis là một loài thực vật có hoa trong họ Cúc. Loài này được Heering & Dusén mô tả khoa học đầu tiên năm 1910.